# Llengua atsina
L’atsina o gros ventre (també conegut com ananin, ahahnelin, ahe i a'ani), va ser la llengua ancestral del poble gros ventre de Montana. L'últim parlant fluid va morir el 2007, encara que hi ha en marxa esforços de revitalització.

## Història
Atsina és el nom que apliquen els especialistes en lingüística algonquina. L'arapaho i l'atsina són dialectes d'una llengua comuna designada habitualment pels estudiosos com "arapaho-atsina". Històricament aquesta llengua tenia cinc dialectes, i de vegades els especialistes afegeixen un tercer nom dialectal a l'etiqueta, donant lloc a la designació, "arapaho-atsina-nawathinehena". En comparació amb l'arapaho pròpiament dit, el gros ventre usava tres fonemes addicionals /tʲ/, /ts/, /kʲ/ i /bʲ/, i no tenia la fricativa velar /x/ .
Theresa Lamebull va ensenyar l'idioma a Fort Belknap College (ara Aaniiih Nakoda College), i va ajudar a desenvolupar un diccionari utilitzant Phraselator quan tenia 109 anys.
A partir de 2012 el White Clay Immersion School de l'Aaniiih Nakoda College estava ensenyant l'idioma a 26 estudiants, davant dels 11 estudiants de 2006.

## Fonologia

### Consonants
|            |              | Bilabial | Dental | Alveolar | Palatal | Velar   | Glotal |
| ---------- | ------------ | -------- | ------ | -------- | ------- | ------- | ------ |
| Oclusiva   | plana        | b ⟨b⟩    |        | t ⟨t⟩    |         | k ⟨k⟩   | ʔ ⟨’⟩  |
| Oclusiva   | palatalitzat | bʲ ⟨bʸ⟩  |        | tʲ ⟨tʸ⟩  |         | kʲ ⟨kʸ⟩ |        |
| Fricativa  | Fricativa    |          | θ ⟨3⟩  | s ⟨s⟩    |         |         | h ⟨h⟩  |
| africada   | africada     |          |        | ts ⟨c⟩   | tʃ ⟨č⟩  |         |        |
| Nasal      | Nasal        |          |        | n ⟨n⟩    |         |         |        |
| Aproximant | Aproximant   | w ⟨w⟩    |        |          | j ⟨y⟩   |         |        |

### Vocals
|         | Curt  | Llarg   |
| ------- | ----- | ------- |
| Tanca   | ɪ ⟨i⟩ | iː ⟨ii⟩ |
| Mitjana | ɛ ⟨e⟩ | eː ⟨ee⟩ |
| esquena | ɔ ⟨o⟩ | oː ⟨oo⟩ |
| esquena | ʊ ⟨u⟩ | uː ⟨uu⟩ |